# Eugen Sandow

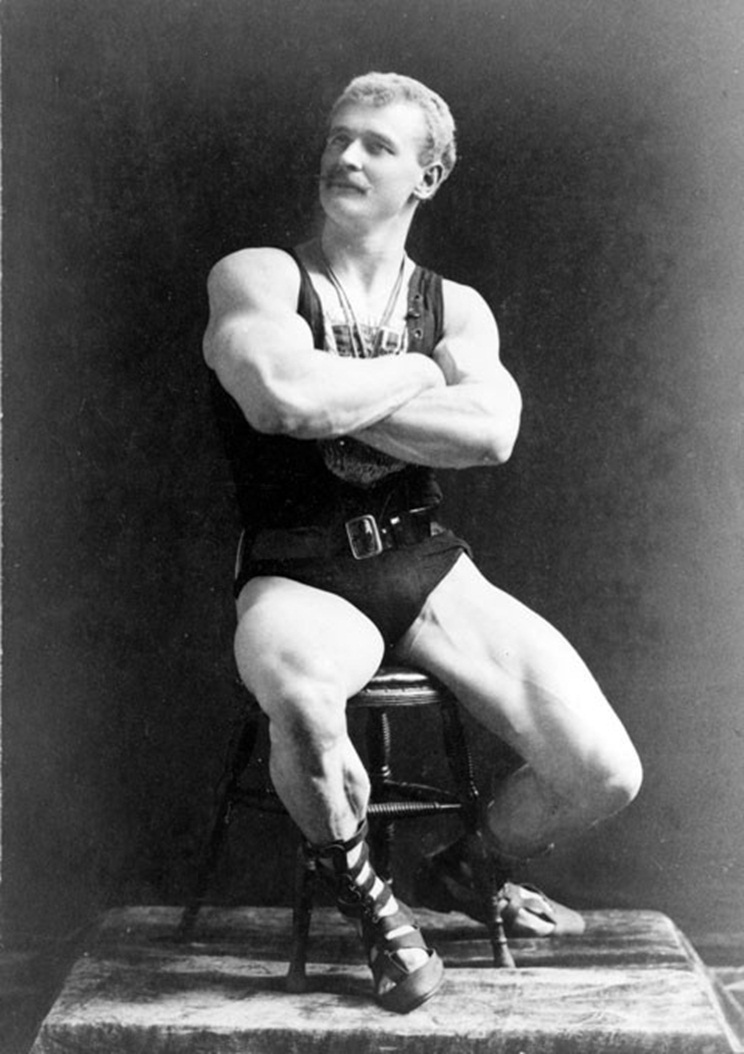
Eugen Sandow.

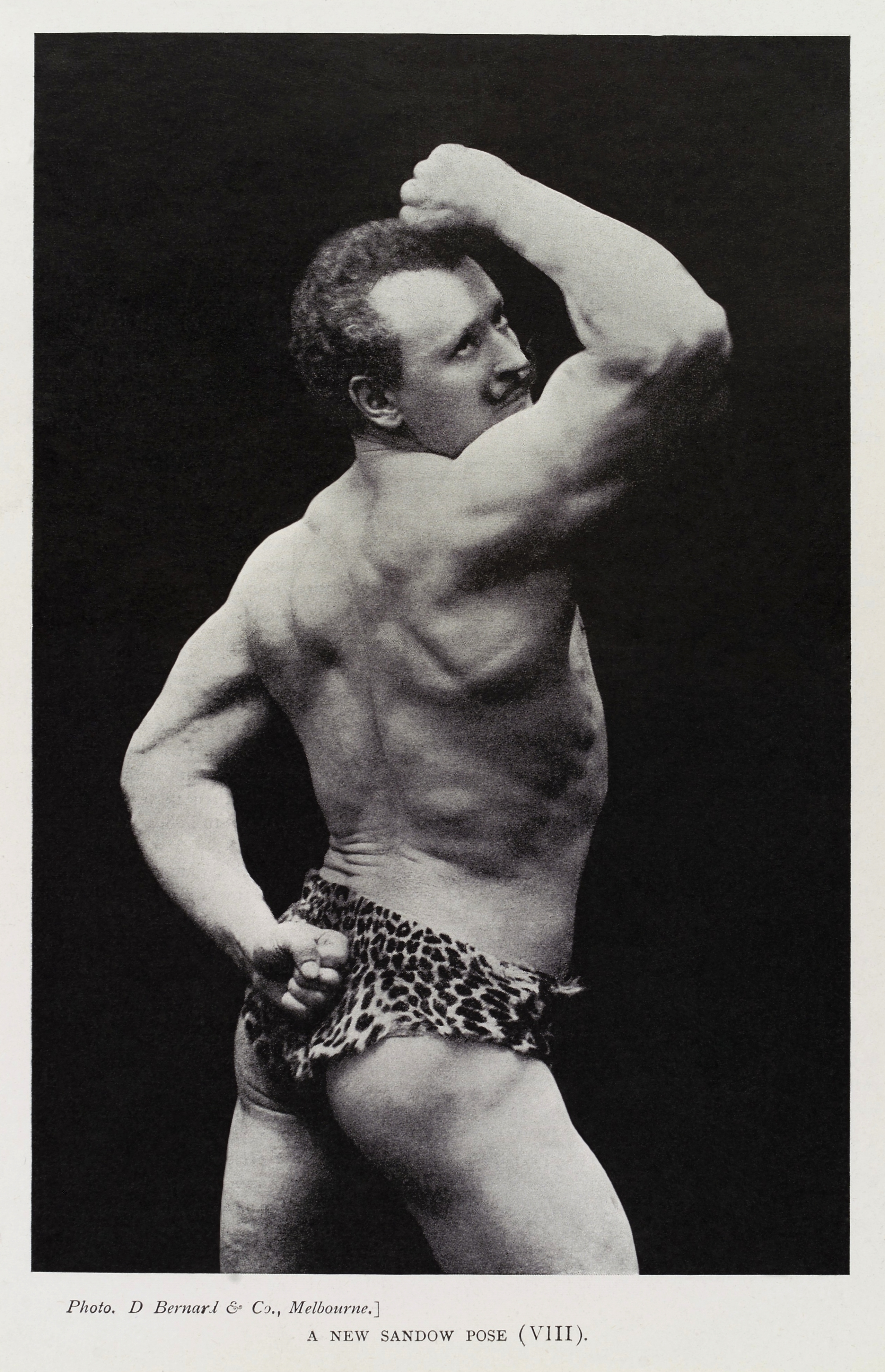
Eugen Sandow 1902.

Eugen Sandow, egentligen Friedrich Wilhelm Müller, född den 2 april 1867 i Königsberg, död den 14 oktober 1925 i London, var en preussisk kraftkarl och kroppsbyggare, känd som "det moderna kroppsbyggandets fader".

## Biografi
Sandow, som hade en tysk far och en rysk mor, lämnade Preussen 1885 för att undvika militärtjänst och reste över hela Europa. Han blev tidigt fascinerad av grekiska statyer och atletiska gladiatorer, varför han påbörjade sin styrketräning. Han blev så småningom anställd av cirkusdirektören Florenz Ziegfeld i syfte att utföra styrkedemonstrationer. Sandow genomförde kraftprov som tyngdlyftning och att slita itu kedjor. Han vann en sådan tävling mot en annan välkänd kraftkarl i Storbritannien 1889 och blev därefter populär i landet. Mot slutet av 1800-talet hade han blivit mycket populär och drog stora publikskaror till sina föreställningar. Han började publicera böcker om styrketräning och kroppsbyggning samt sålde olika kosttillskott. Han gjorde sig ett namn i USA omkring 1894. I slutet av 1800-talet blev han ofta filmad och medverkade i ett flertal kortfilmer.
Skulptören Frederick W. Pomeroy var en av dem som blivit uppmärksammade på Sandow. År 1891 göt han en skulptur av Sandow poserande med en gammaldags skivstång. År 1901 organiserade Sandow "The Great Competition" i London, där de tävlande bedömdes både utifrån resultaten i olika styrkeövningar och utifrån sin fysik. Som domare satt Sandow själv liksom skulptören Charles Lawes-Wittewronge och författaren Arthur Conan Doyle. En statyettversion av Pomeroys Sandow-skupltur i guld, silver och brons delades ut istället för medaljer.

### Eftermäle
En replik av Pomeroys Sandow-statyett i brons delades ut till vinnaren av 1950 års upplaga av Mr. Universe. Sedan 1977 tilldelas vinnaren av kroppsbyggartävlingen Mr. Olympia en motsvarande statyett.